# Osmoreglering
Osmoreglering eller vätske- och elektrolytbalans,  är kroppens kontroll av det osmotiska trycket, vattennivåerna i plasman och vävnaderna, genom kompensation för vätskeförlust eller utsöndring av överflödig vätska. Det är en av de tre viktigaste homeostatiska mekanismerna i kroppen hos djur och människa (de övriga är termoreglering och reglering av blodsockernivåer). Hos människan styrs osmoregleringen av hjärnan och njurarna. Ett fåtal vattenlevande djur osmoreglerar inte (till exempel sjöstjärnor), så kallade osmokonforma djur.
Kroppens celler kräver vissa förutsättningar för att fungera. Dit hör rätt vätskebalans och balans av natrium och kalium. Utsöndring av vätska sker genom urin, svett, saliv med mera. Dessa mekanismer har delvis till funktion att göra sig av med slaggprodukter och för homeostas. Törsten reglerar intaget av vätska. Vid för låg vätskenivå i kroppen utsöndras antidiuretiskt hormon (ADH) som får njurarna att ta tillvara den vätska som finns genom att koncentrera urinen. Omvänt reglerar ADH vätskebalansen vid för stort intag av vätska, genom att öka mängden urin. Osmoregleringen påverkas också av prolaktin, som verkar i flera epitelceller som transporterar joner och vätska.
Vatten kan tränga in i cellmembran vid förändrad jonbalans med för låg koncentration i kroppsvätskorna, och för då med sig natrium och kalium in i cellen. Cellen sväller då. Om kroppsvätskans koncentration däremot är för hög tränger vatten ut ur cellen som därmed minskar i storlek. Osmoregleringen påverkar därför blodvärdena av natrium och kalium. Om osmoregleringen av någon orsak inte fungerar samlas vätska i vävnader som sväller upp (ödem).